# GayVN Award
Die GayVN Awards wurden jährlich von 1998 bis 2010 vergeben, um die Arbeit der schwulen Pornofilmindustrie zu würdigen. Die Preise wurden vom AVN Magazine gesponsert, dem Muttermagazin des GayVN Magazine. Sie waren die Fortsetzung der Preise, welche für schwule Pornografie von 1986 bis 1998 als Teil der AVN Awards vergeben wurden. Filme, die auf Barebacking setzen, sind automatisch disqualifiziert. Nach einer Pause kehrten die GayVN Awards 2018 zurück.
In der untenstehenden Liste sind die Preise in dem Jahr einsortiert, in welchem sie vergeben wurden (Datum der Zeremonie).

## 1998
Im ersten Jahr 1998 wurden die Preise für die Arbeit im aktuellen Jahr vergeben.
| Best Actor—Gay Video Vince Rockland, Three Brothers, New Age Pictures Best All-Sex Gay Video Link 2 Link, All Worlds Video Best Art Direction—Gay Video Thunderballs, Fox Studios Best Bisexual Video Curious?, Vivid Raw Best Box Cover Concept—Gay Video Time Cops, Centaur Films Best Director—tie Kristen Bjorn, Man Watcher, Sarava Productions Gino Colbert and Sam Slam, Three Brothers, New Age Pictures Best Director—Bisexual Video Anthony Rose, Curious?, Vivid Raw Best Editing—Gay Video Fallen Angel 2, Tab Lloyd, Titan Media Best Ethnic-Themed Gay Video Hot Times in Little Havana, Kristen Bjorn Video Best Foreign Release—Gay Video Impromptus, All Worlds Video Best Gay Alternative Release Arousal, Titan Media Best Gay Solo Video Alex and His Buddies, Marcostudio Best Gay Specialty Release Fetish Sex Fights 1 & 2, Can-Am Productions Best Gay Video Man Watcher, Kristen Bjorn Video Best Gay/Bi Amateur Tape Blade's Real World, Video 10 Best Group Sex Scene—Gay Video Ryker's Revenge, Zachary Scott, Brett Ford, Tony Donovan, Chad Donovan Best Leather Video Fallen Angel 2, Titan Media |  | Best Makeup Artist Mr. Ed Best Music—Gay or Bi Video Thunderballs, Bronski Beat, Thor Productions Best Newcomer—Gay Video Joey Hart Best Non-Sex Performance—Gay/Bi Video Lana Luster, Thunderballs, Fox Studios Best Overall Marketing Campaign—Gay Video Ryker's Revenge, Men of Odyssey Best Packaging—Gay Video Billy 2000, Studio 2000 Best Renting Tape of the Year—Gay Video Man Watcher, Kristen Bjorn Video Best Screenplay—GayVideo Gino Colbert and Sam Slam, Three Brothers, New Age Pictures Best Selling Tape of the Year—Gay Video An American in Prague, Bel Ami Best Sex Comedy—GayVideo Thunderballs, Fox Studios Best Sex Scene—GayVideo California Kings, Mike Branson and Tom Chase, Falcon Studios Best Still Photographer Greg Lenzman Best Supporting Actor—GayVideo Cole Tucker, Catalinaville, Catalina Video Best Videography—GayVideo Man Watcher, Kristen Bjorn Video Gay Performer of the Year Cole Tucker The Safe Sex Award—GayVideo Red, Hot & Safe, No Egos Productions |

[Top]

## 1999
Seit dem Jahr 2000 werden die Preise im Februar oder März für die Arbeit des abgelaufenen Jahres vergeben. Deshalb gab es 1999 keine Zeremonie.

## 2000
| Best Actor Blake Harper, Animus, All Worlds Video Best All-Sex Video Absolute: Arid, Falcon Studios Best Alternative Video The O Boys: Parties, Porn & Politics, O Boys Productions Best Amateur Video New Meat 11, Allan Alan Pictures Best Art Direction Sodom, Vivid Man Best Bisexual Video Mass Appeal, Men of Odyssey Best Director—Bisexual Director Michael Zen, Mass Appeal, Men of Odyssey Best Director Jerry Douglas, Dream Team, Studio 2000 Best Editing The Final Link, Andrew Rosen, All Worlds Video Best Ethnic-Themed Video Latin Knockout, Brush Creek Media Best Foreign Release Lucky Lukas, Bel Ami Best Gay Video Dream Team, Studio 2000 Best Group Scene—tie Betrayed, Thom Barron, Sebastian Gronoff, Carlos Morales, Kevin Miles, Kevin Williams, Falcon Studios Thick As Thieves, Opening Orgy, Sarava Productions Best Leather Video The Final Link, All Worlds Video Best Music Wet Dreams, François Girard, Sarava Productions Best Newcomer Spike Best Non-Sex Performance Preston Richie, Dream Team, Studio 2000 Best Oral Scene Ass Lick Alley, Jason Branch, Blake Harper, Bruce Hill, All Worlds Video Best Overall Marketing Campaign Mass Appeal, Men of Odyssey |  | Best Packaging Technical Ecstasy, Men of Odyssey Best Screenplay Dream Team, Jerry Douglas, Studio 2000 Best Sex Comedy Moan, Vivid Man Best Sex Scene Technical Ecstasy, Sam Crockett and Chad Kennedy, Men of Odyssey Best Solo Performance Joe Landon, Joe's Big Adventure, Jaguar Productions Best Solo Video Man Trade Solos, Sports & Recreation Video Best Specialty Release Hellrazer 3, Talos Entertainment Best Supporting Actor Thomas Lloyd, Animus, All Worlds Video Best Threesome Animus, Tanner Hayes, Zach Richards, Jack Simmons, All Worlds Video Best Videography Absolute: Aqua, Todd Montgomery, Falcon Studios Best Make-up Artist Mistress Mona Best Still Photographer Mick Hicks Best Renting Tape of the Year 101 Men 3 & 4, Bel Ami Gay Performer of the Year Spike Special Achievement Award for AIDS Causes Cole Tucker The Lifetime Achievement Award Scott Masters Hall of Fame Daddy Zeus George Duroy Johan Paulik Lukas Ridgeston |

[Top]

## 2001
| Best Actor Tony Donovan, Echoes, Men of Odyssey Best All-Sex Video Heat, Titan Media Best Alternative Video Making it with Kristen Bjorn, Sarava Productions Best Amateur Video First Time Tryers 18, All Worlds Video Best Art Direction The Servant, Stable Entertainment Best Bisexual Video Goosed Again!, Stable Entertainment Best Director—tie Chi Chi LaRue, Echoes, Men of Odyssey John Rutherford, Out of Athens, Falcon Studios Best Director—Bisexual Director Anthony Rose, Goosed Again!, Stable Entertainment Best Editing Top Secret, Andrew Rosen, Men of Odyssey Best Ethnic-Themed Video Caesar's Hardhat Gang Bang, Men of Odyssey Best Foreign Video Italian Style, Sarava Productions Best Gay Video Echoes, Men of Odyssey Best Group Scene Seth Adams, Hans Ebson, Cameron Fox, Jeremy Jordan, Billy Kincade, Tristan Paris, Emilo Santos, Jeremy Tucker, Nick Young, Out of Athens, Falcon Studios Best Leather Video Bad Behavior, Falcon Studios Best Music Echoes, Sharon Kane, Men of Odyssey Best Newcomer Caesar Best Non-Sex Performance Sharon Kane, Echoes, Men of Odyssey |  | Best Oral Scene Thom Barron and Tuck Johnson, Don't Ask, Don't Tell, MSR Video Best Overall Marketing Campaign Top Secret, Men of Odyssey Best Packaging Jacked to Vegas, Rascal Video Best Renting Tape of the Year Wet 1 & 2, Sarava Productions Best Screenplay Now and Forever, Derek Kent, Studio 2000 Best Sex Comedy Devil is a Bottom, All Worlds Video Best Sex Scene Colby Taylor and Travis Wade, The Crush, Falcon Studios Best Solo Performance Michael Lucas, Fire Island Cruising, Lucas Entertainment Best Solo Video 101 Men, Bel Ami Best Specialty Release Hand Over Fist, Club Inferno/Hot House Entertainment Best Supporting Actor Travis Wade, The Crush, Falcon Studios Best Threesome Adam Bristol, Joe Landon, Dave Parker, A Young Man's World, Delta Productions Best Videography Out of Athens, Todd Montgomery, Falcon Studios Gay Performer of the Year Blake Harper Hall of Fame Jean Daniel Cadinot Joe Gage Zak Spears Kevin Williams Performer Special Achievement Award for AIDS Causes B. J. Slater |

[Top]

## 2002
| Best Actor—tie Tony Donovan, Carnal Intentions, Men of Odyssey Zak Spears, The Joint, Men of Odyssey Best All-Sex Video Sea Men: Fallen Angel 4, Titan Media Best Alternative Release The House of Morecock, 10% Productions/Adult Visual Animation Best Amateur Video Personal Trainers 2, Bel Ami Best Art Direction Sea Men: Fallen Angel 4, Titan Media Best Bisexual Video Goosed for 3!: A Bisexual Love Affair, Stable Entertainment Best Classic Gay DVD The Other Side of Aspen 1, Falcon Studios Best Director Wash West, Seven Deadly Sins: Gluttony, All Worlds Video Best Director—Bisexual Video Chi Chi LaRue, Mile Bi Club, All Worlds Video Best Editing Seven Deadly Sins: Gluttony, All Worlds Video Best Ethnic-Themed Video Top to Bottom, Lucas Entertainment Best Foreign release Moscow: The Power of Submission, Sarava Productions Best Gay DVD Sea Men: Fallen Angel 4: Hardcore Collector's Edition, Titan Media Best Gay DVD Extras Sea Men: Fallen Angel 4: Hardcore Collector's Edition, Titan Media Best Gay Video Seven Deadly Sins: Gluttony, All Worlds Video Best Group Scene The Other Side of Aspen 5, Living Room Orgy, Falcon Studios Best Leather Video Shock, Mustang Studios Best Music—Gay or Bi The Back Row, Rascal Video Best Newcomer Matthew Rush Best Non-sex Performance—Gay or Bi Sharon Kane, Cracked, Catalina Video |  | Best Oral Scene The Joint, Shower Scene, Men of Odyssey Best Overall Marketing Campaign The Back Row, Rascal Video Best Packaging The Back Row, 1972 & 2001, Rascal Video Best Screenplay Seven Deadly Sins: Gluttony, All Worlds Video Best sex Comedy A Dream Come True, Rad Video Best Sex Scene Sea Men: Fallen Angel 4, Adriano Marquez and Dred Scott, Titan Media Best Solo Performance Tuck Johnson, Goosed for 3!: A Bisexual Love Affair, Stable Entertainment Best Solo Video Alone with … 1, Falcon Studios Best Specialty release Slap Happy, Global Warming Video Best Supporting Actor Kevin Kramer, Going Down & Cumming Out in Beverly Hills, GreatDane Productions Best Threesome Vengeance, Chad Hunt, Erik Martins, Carlos Morales, Lucas Entertainment Best Videography Seven Deadly Sins: Gluttony, All Worlds Video Gay Performer of the Year Michael Brandon Hall of Fame Inductees Jim Bentley Josh Eliot Chad Johnson John Rutherford Ken Ryker Steven Scarborough Jim Steel Performer Special Achievement Award for AIDS Causes Shawn Islander Best Renting Tape of the Year Coverboys, Bel Ami |

[Top]

## 2003
| Best Actor—tie Caesar, Cowboy, Big Blue Productions Josh Weston, Deep South: The Big and the Easy, Falcon Studios Best All-Sex Video Dreamers, Sarava Productions Best Alternative Release The Fluffer, TLA Releasing Best Amateur Video Hand Picked 2, Rascal Video/Channel 1 Releasing Best Art Direction White Trash, MSR Videos Best Bisexual Video Mass Appeal 2, Men of Odyssey Best Classic Gay DVD The Wakefield Poole Collection, Mercury Releasing/TLA Releasing Best Director Chi Chi LaRue and John Rutherford, Deep South: The Big and the Easy, Falcon Studios Best Director—Bisexual Video Jim Steel, Mass Appeal 2, Men of Odyssey Best Editing Joe Anjou, White Trash, MSR Videos Best Ethnic-Themed Video Zoot Suit, All Worlds Video Best Foreign Release Spanish Uprising, Studio 2000 International Best Gay DVD Absolute: Aqua/Arid, Falcon Studios Best Gay DVD Extras The Back Row, Rascal Video/Channel 1 Releasing Best Gay Video Deep South: The Big and the Easy, Falcon Studios Best Group Scene Deep South: The Big and the Easy, Derek Cameron, Sebastian Cole, Chad Hunt, Jeremy Jordan, Clay Maverick, Jason Tyler, Adam Wolfe, Falcon Studios Best Leather Video Prowl 3, MSR Videos Best Music Gian Franco, White Trash, MSR Videos Best Newcomer Bret Wolfe Best Non-Sex Performance—Gay or Bi Rowdy Carson, White Trash, MSR Videos |  | Best Oral Scene Oral Exams, Chris Bolt, Danny Chance, Brett Collins, Hans Ebson, Rob Kirk, Antonio Majors, Marco Paris, Victor Rios, Ray Stone, Matt Summers, Damon West, Rascal Video/Channel 1 Releasing Best Overall Marketing Campaign White Trash, MSR Videos Best Packaging White Trash, MSR Videos Best Renting Tape of the Year Finish Me Off, Rascal Video/Channel 1 Releasing Best Screenplay Rick Tugger, White Trash, MSR Videos Best Sex Comedy White Trash, MSR Videos Best Sex Scene Cops Gone Bad!, Michael Soldier and Chris Steele, Raging Stallion Studios Best Solo Performance Sean Storm, Open Trench 2: Fuck Fantasies, Sports & Recreation Video Best Facial Recipient Kim Jheeso Best Solo Video Alone With… 3, Falcon Studios Best Specialty Release Oral Exams, Rascal Video/Channel 1 Releasing Best Specialty Release, 18-to-23 Video The Scout Club, Studio 2000 Best Supporting Actor Rod Barry, White Trash, MSR Videos Best Threesome Deep South: The Big and the Easy, Jeremy Jordan, Jack Ryan, Josh Weston, Falcon Studios Best Videography Todd Montgomery and Max Phillips, Deep South: The Big and the Easy, Falcon Studios Gay Performer of the Year—tie Michael Brandon Colton Ford GayVN Hall of Fame Inductees Bruce Cam Chip Daniels Wakefield Poole Toby Ross J.D. Slater |

[Top]

## 2004
| Best Actor Michael Soldier, A Porn Star Is Born, Raging Stallion Studios Best All-Sex Video—tie Bone Island, Sarava Productions Gorge, Titan Media Best Alternative Video The Agony of Ecstasy, Sarava Productions Best Amateur Video Mykonos: LKP Casting 3, Lucas Kazan Productions Best Art Direction Carny, Titan Media Best Bisexual Video Bisexual Houseguest, Over There/Male Media One Best Classic DVD The Other Side of Aspen 2, Falcon Studios Best Director Wash West, The Hole, Jet Set Productions Best Director—Bisexual Dirk Yates, Dirk Yates Private Collection 208, All Worlds Video Best DVD Just For Fun, Bel Ami Best DVD Extras Carny, Titan Media Best Editing 'Andrew Rosen, The Hole, Jet Set Productions Best Ethnic-Themed Video Sins of the Father, All Worlds Video Best Foreign Release Legionnaires, Oh Man! International Best Group Scene Detention, Johnny Hazzard, Matt Summers, Logan Reed, Chad Hunt, Matt Majors, Andy Hunter, Mike Johnson, Rascal Video/Channel 1 Releasing Best Leather Video Skuff 2, Hot House Entertainment Best Music Gian Franco, There Goes the Neighborhood, All Worlds Video Best Newcomer Jason Ridge Best Non-Sex Performance Rowdy Carson, There Goes the Neighborhood, All Worlds Video |  | Best Oral Scene Brad Patton, Lane Fuller, Drenched 1, Falcon Studios Best Overall Marketing Campaign The Hole, Jet Set Productions Best Packaging Carny, Titan Media Performer of the Year Joe Foster Best Renting Tape Reload, COLT Studio Best Screenplay Rick Tugger, There Goes the Neighborhood, All Worlds Video Best Sex Comedy There Goes the Neighborhood, All Worlds Video Best Sex Scene Tag Adams, Chad Hunt, Detention, Rascal Video/Channel 1 Releasing Best Solo Performance Tag Eriksson, The Hole, Jet Set Productions Best Solo Video Boywatch 4, Bel Ami Best Specialty Release Mo' Bubble Butt, Hot House Entertainment Best Specialty Release—18-23 American Way 3: Love, Rad Video Best Supporting Actor Brad Benton, There Goes the Neighborhood, All Worlds Video Best Threesome Michael Vincenzo, Peter Raeg, Shane Rollins— GayDreams, Raging Stallion Studios Best Video The Hole, Jet Set Productions Best Videography Bruce Cam, Gorge, Titan Media Hall of Fame Tom Chase Barry Knight Todd Montgomery Russell Moore Kurt Young |

[Top]

## 2005
| Best Actor Dean Phoenix, BuckleRoos 1-2, Buckshot Productions Best Actor—Foreign Release Tim Hamilton, Greek Holiday 1-2, Bel Ami Best All-Sex Video Bolt, Rascal Video Best Alternative Release Tom Bianchi: On the Couch 1-2, Mercury Releasing Best Amateur Video ThunderBobby 1, ThunderBobby Productions Best Art Direction Horse: Fallen Angel 5, Titan Media Best Bisexual Video Semper Bi, All Worlds Video Best Classic DVD—tie Sex Bazaar, YMAC Spokes, Falcon Studios Best Director John Rutherford and Jerry Douglas, BuckleRoos 1-2, Buckshot Productions Best Director—Bisexual Video Dirk Yates, Semper Bi, All Worlds Video Best DVD Extras Horse: Fallen Angel 5, Titan Media Best DVD Special Edition Bolt, Rascal Video Best Editing Andrew Rosen, BuckleRoos 1-2, Buckshot Productions Best Ethnic-Themed Video Revolucion Sexual, All Worlds Video Best Foreign Release Greek Holiday 1-2, Bel Ami Best Group Scene Bolt, Final Orgy, Johnny Hazzard, Rod Barry, Theo Blake, Alex LeMonde, Kyle Lewis, Dillon Press, Troy Punk, Shane Rollins, Rob Romoni, Anthony Shaw, Sebastian Tauza, Rascal Video Best Leather Video Horse: Fallen Angel 5, Titan Media Best Marketing Campaign BuckleRoos 1-2, Buckshot Productions Best Music Nicholas Pavkovic, "Rock Hard", BuckleRoos 1-2, Buckshot Productions Best Newcomer Eddie Stone |  | Best Non-Sex Performance Zak Spears, BuckleRoos 1-2, Buckshot Productions Best Oral Scene Wall of Penises—Hard Sex, Raging Stallion Studios Best Packaging Horse: Fallen Angel 5, Titan Media Performer of the Year Tag Adams Best PRO/AM Release Michael Lucas' Auditions 1, Lucas Entertainment Best Screenplay Jack Shamama and Michael Stabile, Wet Palms 1-3, Jet Set Productions Best Sex Comedy Wet Palms 1-3, Jet Set Productions Best Sex Scene Dean Phoenix, Marcus Iron, BuckleRoos 2, Buckshot Productions Best Solo Performance Árpád Miklós, Ricky Martinez, BuckleRoos 1, Buckshot Productions Best Solo Video Str8 Shots, Rascal Video Best Specialty Release—tie Double Delights, Pacific Sun Entertainment Whiplash, Dragon Media Best Specialty Release—18–23 Aqua Club, Pacific Sun Entertainment Best Specialty Release—Bears From Bear to Bare, All Worlds Video Best Supporting Actor Brad Benton, Freak: Jet Set Direct, Take 1, Jet Set Productions Best Threesome Sammy Case, Marcus Iron, Timmy Thomas, BuckleRoos 2, Buckshot Productions Best Videography Todd Montgomery, BuckleRoos 1-2, Buckshot Productions Best Picture BuckleRoos 1-2, Buckshot Production 2005 GAYVN Hall of Fame Inductees Blue Blake Brian Brennan Tom De Simone Chad Donovan Jim French Andrew Rosen |

[Top]

## 2006
| Best Actor Johnny Hazzard, Wrong Side of the Tracks Part One and Part Two, Rascal Video Best Actor—Foreign Release Lukas Ridgeston, Lukas in Love, Bel Ami Best All-Sex Video Heaven to Hell, Falcon Studios Best Alternative Release CYCLES OF PORN – Sex/Life in L.A. Part 2, Galeria Alaska Productions Best Amateur Video Straight College Men 23, StraightCollegeMen.com Best Art Direction Heaven to Hell, Falcon Studios Best Bisexual Video Bi Bi American Pie 4, Macho Man Video Best Classic DVD That Boy, Gorilla Factory Best Director Chi Chi LaRue, Wrong Side of the Tracks Part One and Part Two, Rascal Video Best DVD Extras/Special Edition Dangerous Liaisons, Lucas Entertainment Best Editing CH, Wrong Side of the Tracks Part One and Part Two, Rascal Video Best Ethnic-Themed Video Lights & Darks, Electro Video Best Ethnic-Themed Video—Latin Passport to Paradise, Raging Stallion Studios Best Foreign Release Lukas in Love, Bel Ami Best Group Scene Huessein, Joey Russo, Sarib, JC, Colin West, Arabesque, Raging Stallion Studios Best Leather Video The Missing, Hot House Entertainment Best Marketing Campaign LeatherBound, Buckshot Productions Best Music J.D. Slater, Arabesque, Raging Stallion Studios Best Newcomer Roman Heart Best Non-Sex Performance Joe Gage, Beyond Perfect, Buckshot Productions Best Oral Scene Tag Adams, Jacob Slader, Jason Crew, Jagger, Bang Bang, Mustang Studios |  | Best Packaging Gale Force: Men's Room 2, Titan Media Best Pro/Am Release Michael Lucas' Auditions 4, Lucas Entertainment Best Renting Title of 2005 Lukas in Love, Bel Ami Best Screenplay Tony DiMarco, Dangerous Liaisons, Lucas Entertainment Best Sex Comedy Wet Dreamz of Genie, Liquid Dreamz Best Sex Scene, Duo Johnny Hazzard, Tyler Riggz, Wrong Side of the Tracks Part One, Rascal Video Best Solo Performance Johnny Hazzard, Wrong Side of the Tracks Part One, Rascal Video Best Solo Video Minuteman 23, COLT Studio Best Specialty Release Face Fuckers, Evil Angel Best Specialty Release—Extreme Mutiny, Dark Alley Media Best Specialty Release—18-23 Twink Juice, Helix Studios Best Specialty Release—Bears Muscle Bear Motel, Butch Bear Best Supporting Actor Kent Larson, Dangerous Liaisons, Lucas Entertainment Best Threesome Cobalt, Stretch, Spencer Quest, Cirque Noir, Titan Media Best Videography Hue Wilde, Wrong Side of the Tracks Part One and Part Two, Rascal Video Performer of the Year Gus Mattox Best Picture—tie Michael Lucas' Dangerous Liaisons, Lucas Entertainment Wrong Side of the Tracks Part One and Part Two, Rascal Video The Lifetime Achievement Award Rick Ford Outstanding Achievement Award TLA Video 2006 GAYVN Hall of Fame Inductees Jake Andrews Michael Brandon Randy Cochran Brian Mills |

[Top]

## 2007
| Best Actor Michael Lucas, Michael Lucas' La Dolce Vita, Lucas Entertainment Best Actor—Foreign Release Jean Franko, The School for Lovers, Lucas Kazan Productions Best All-Sex Video Black-n-Blue, Hot House Best Alternative Release Gay Sex in the '70s, Wolfe Video Best Amateur Video Rear Gunners 2, Active Duty Best Art Direction Michael Lucas' La Dolce Vita, Lucas Entertainment Best Bisexual Video Bi Back Mountain, All Worlds Video Best Classic DVD Nights in Black Leather, Gorilla Factory Best Director Michael Lucas & Tony Dimarco, Michael Lucas' La Dolce Vita, Lucas Entertainment Best DVD Extras/Special Edition Michael Lucas' La Dolce Vita, Lucas Entertainment Best Editing Frank Tyler, Michael Lucas' La Dolce Vita, Lucas Entertainment Best Ethnic-Themed Video The Show 1-2 Dark Alley Media/Pitbull Productions Best Ethnic-Themed Video—Latin Manhattan Raging Stallion Studios Best Foreign Release The School for Lovers Lucas Kazan Productions Best Group Scene Spokes 3, Falcon Studios – Orgy Best Leather Video Black-n-Blue Hot House Best Marketing Campaign Michael Lucas' La Dolce Vita, Lucas Entertainment Best Music Nekked, Michael Lucas' La Dolce Vita, Lucas Entertainment Best Newcomer Matt Cole Best Non-Sex Performance—tie Paul Barresi, The Velvet Mafia 1-2, Falcon Studios Savanna Samson, Michael Lucas' La Dolce Vita, Lucas Entertainment Best Oral Scene Ty Hudson, Shane Rollins, Justice Hot House |  | Best Packaging Michael Lucas' La Dolce Vita, Lucas Entertainment Best Pro/Am Release Lebanon Collin O’Neal/Raging Stallion Best Renting Title of 2006 Delinquents All Worlds Video Best Screenplay Tony DiMarco, Michael Lucas' La Dolce Vita, Lucas Entertainment Best Sex Comedy Going Under Jet Set Productions Best Sex Scene, Duo Brad Patton, Brian Hansen, Manly Heat: Quenched Buckshot Productions Best Solo Performance Kent North, At Your Service, Hot House Best Solo Video Minute Man 28, COLT Studio Best Specialty Release X Fights UK XXX, BG East Best Specialty Release—18-23 Out in Africa 2, Bel Ami Best Specialty Release—Bears Rough & Ready, Pantheon Best Specialty Release—Extreme Folsom Filth, Titan Media Best Supporting Actor Spencer Quest, Michael Lucas' La Dolce Vita, Lucas Entertainment Best Threesome Jason Ridge, Michael Lucas, Derrick Hanson, Michael Lucas' La Dolce Vita, Lucas Entertainment Best Videography Tony Dimarco, Michael Lucas' La Dolce Vita, Lucas Entertainment Performer of the Year François Sagat Best Picture Michael Lucas' La Dolce Vita, Lucas Entertainment The Lifetime Achievement Award Steven Toushin 2007 GAYVN Hall of Fame Inductees Peter Berlin Ray Dragon Chase Hunter Kathryn Reed Chris Ward |

[Top]

## 2008
Gastgeber: Derek Hartley und Romaine Patterson
Co-Gastgeber: Lady Bunny
| Bester Schauspieler Jake Deckard, GRUNTS, Raging Stallion Bester Schauspieler - Foreign Release Jean Franko, The Men I Wanted, Lucas Kazan Productions Best All-Sex Video Link: The Evolution, All Worlds Video Best Alternative Release Naked Boys Singing, TLA Releasing Best Amateur Video Edge Series 1, Chaos Men Best Art Direction Link: The Evolution, All Worlds Video Bestes Bisexual Release Bi Accident, Devil's Film Bestes Boxcover Konzept Passio, Dark Alley Media Beste Classic Gay DVD Falcon 35th Anniversary Box Set, Falcon Entertainment Bester Regisseur Chris Ward Best DVD Extras/Special Edition GRUNTS, Raging Stallion Best Editing Chris Ward/Ben Leon, GRUNTS, Raging Stallion Best Ethnic-Themed Video Tiger's Eiffel Tower: Paris Is Mine!, Pitbull Productions Best Ethnic-Themed Video (Latin) Amazonia: Capture and Release, Athletic Model Guild/AMG Brasil Best Foreign Release Knockout, Falcon International Best Group Scene Steve Cruz, Johnny Hazzard, Joe Strong, Matt Majors, Brendan Davies, Link: The Evolution, All Worlds Video Bestes Leather Video Folsom Leather, Titan Media Best Makeup Artist Seth Stone, On Fire!, Jet Set Men Beste Musik Red Shag, Link: The Evolution, All Worlds Video Bester Newcomer Blake Riley Beste Non-Sexual Performance Joe Shepard, The Intern, Lucas Entertainment Best Overall Marketing Campaign Link: The Evolution, All Worlds Video Beste Oral Szene Joey Amis takes on the cast of Mating Season, Bel Ami |  | Best Packaging Link: The Evolution, All Worlds Video Bestes Bild GRUNTS, Raging Stallion Best Pro/Am Release Edinburgh, Collin O’Neal's World of Men Bester Renting Titel aus 2007 Rough & Ready, Pantheon Best Screenplay Jerry Douglas, Brotherhood, Buckshot Productions Beste Sex Comedy The Intern, Lucas Entertainment Beste Sex Szene - Duo Ricky Sinz und Roman Ragazzi, GRUNTS, Raging Stallion Best Solo Performance Ricky Sinz, GRUNTS, Raging Stallion Bestes Solo Video Minute Man Solo #29: Built, COLT Studio Best Specialty Release Executive Pleasures 1, MenAtPlay Best Specialty Release (18-23) Rebel, Bel Ami Best Specialty Release (Bären) When Bears Attack, Rascal Video Best Specialty Release (Extrem) Fear, Titan Media Bester Still Photograph Kent Taylor/Geof Teague, GRUNTS, Raging Stallion Bester Nebendarsteller - Tie Christian Cruz, The Intern, Lucas Entertainment Ricky Sinz, GRUNTS, Raging Stallion Best Threesome Jesse Santana, Nickolay Petrov, Jason White, Just Add Water, Jet Set Men Beste Videographie Brian Mills und Paul Wilde, FEAR, Titan Media Performer des Jahres Jake Deckard Special Achievement Award Tim Valenti, NakedSword.com Hall of Fame Inductees Paul Barresi Rod Barry Terry LeGrand Greg Lenzman Lucas Kazan David McCabe Tiger Tyson |

[Top]

## 2009
Gastgeber: Janice Dickinson und Margaret Cho
Co-Gastgeber: Alec Mapa
| Bester Schauspieler Ricky Sinz, To the Last Man, Raging Stallion Studios Bester Schauspieler - Foreign Release Ralph Woods, French Kiss, Bel Ami Best All-Sex Video Breakers, Titan Media Best Alternative Release Wrangler: Anatomy of an Icon, TLA Releasing Beste Amateur Seite ChaosMen.com Bestes Amateur Video Edge, Volume 2, ChaosMen.com Beste Art Regie To The Last Man, Raging Stallion Studios Best Bear Film Centurion Muscle 5: Maximus, Centurion Pictures Best Bear Site ButchBear.com Best Bisexual Release Shifting Gears: A Bisexual Transmission, Channel 1 Releasing Best Bottom Brent Corrigan Beste Cinematographie Chris Ward, Ben Leon und Tony Dimarco, To the Last Man, Raging Stallion Studios Beste Klassik Gay DVD Best of the 1970s, Falcon Entertainment Bester Cum-Shot Barrett Long, XXX Amateur Hour, Vol. 6, Dirty Bird Pictures Bester Regisseur Chris Ward, Ben Leon und Tony Dimarco, To the Last Man, Raging Stallion Studios Bestes DVD Extras To the Last Man, Raging Stallion Studios Beste DVD Special EditionTo the Last Man 4-disc Edition, Raging Stallion Studios Best Editing To the Last Man, Raging Stallion Studios Bestes Ethnic-Themed Video Black Balled 6: Under the Hood, Channel 1 Releasing Bestes Ethnic-Themed Video -Latin Roman's Holiday, Falcon Entertainment Bester Fetisch Film Folsom Prison, Titan Media Bester Fetisch Darsteller Tober Brandt Best Foreign Release Italians and Other Strangers, Lucas Kazan Productions Beste Gruppen Szene Zack Randall, Pistol Pete, Dallas Reeves, Rocco, Zackary Pierce, Braxton Bond, Carlos Rio, Sex Hiker, Black Scorpion Entertainment Best HD Feature Breakers, Titan Media Bester Leather Film Verboten 1& 2, Hot House Entertainment Beste Vermarktungskampagne Excess, Channel 1 Releasing Beste Musik JD Slater/Nekked, To the Last Man, Raging Stallion Studios Bester Newcomer Jackson Wild Bester New Web Darsteller des Jahres Leo Giamani Beste Non-Sexual Performance Lady Bunny, Brother Reunion, Lucas Entertainment Beste Oral Szene Ricky Sinz und Jackson Wild, To the Last Man, Raging Stallion Studios |  | Bestes Packaging Return to Fire Island, Lucas Entertainment Bestes Bild To the Last Man, Raging Stallion Studios Best Pro/Am Release Brent Corrigan's Summit, Dirty Bird Pictures/Prodigy Pictures Bestes Screenplay Tony Dimarco, To the Last Man, Raging Stallion Studios Beste Sex Comedy Paging Dr. Finger, Hot House Entertainment Beste Sex Szene - Duo Vinnie D’Angelo und Logan McCree, The Drifter, Raging Stallion Studios Beste Solo Performance Tommy Ruckus & Jackson Wild, Home Invasion, Titan Media Bester Solo Film Minute Man Solo 31: Hangin' Out, COLT Studio Group Bester Nebendarsteller Trevor Knight, Endgame, Dirty Bird Pictures & Scott Tanner, To the Last Man, Raging Stallion Studios Best Threesome Logan McRee, Ricky Sinz und Scott Tanner, To the Last Man, Raging Stallion Studios Bester Top Ricky Sinz Bester Twink Film (18-23) Just the Sex 1 & 2, Dirty Bird Pictures/Prodigy Pictures Beste Twink Seite BelAmiOnline.com Bester Web Darsteller des Jahres Leo Giamani Beste Webseite des Jahres C1R.com Darsteller des Jahres Logan McCree Trailblazer Award Chi Chi LaRue Lebenswerkpreis Roger Earl Hall of Fame Inductees Dink Flamingo Michael Lucas TJ Paris Dean Phoenix Jack Simmons Phil St. John Chris Steele |

[Top]

## 2010
Gastgeber: Alec Mapa
| Bester Schauspieler Logan McCree, The Visitor (Raging Stallion Studios) Bestes All-Sex Video Tropical Adventure (Kristen BjornProductions) Bestes Alternative Release Men In Stockings (Lucas Entertainment) Bester Amateur/Pro-Am Release Brent Corrigan’s Big Easy (Prodigy Productions/Dirty Bird Pictures) Bester Cumshot Rafael Alencar, Wall Street (Lucas Entertainment) Bester Regisseur TIE Chris Ward, Ben Leon und Tony DiMarco, Focus/ReFocus (Raging Stallion Studios) Joe Gage, Dad Takes a Fishing Trip (D/G Mutual Media) Beste Duo Sex Szene Tony Buff und Will Parker, Folsom Flesh (TitanMen) Bestes Feature Release Focus/ReFocus (Raging Stallion Studios) Bestes Fetisch Release Skuff 4 (Hot House) Beste Gruppen Sex Szene Cast, Black Balled 7: Jail Slammed (All Worlds Video) Bestes HD Feature Flux (Titan) Bestes Marketing—Company Image Bel Ami Entertainment Bester Newcomer Conner Habib Beste Sex Comedy Whorrey Potter and the Sorcerer’s Balls (Dominic Ford Features) Beste Solo Performance Adam Killian, Taken: To the Lowest Level (Rascal) Bester Nebendarsteller Steve Cruz, Focus/ReFocus (Raging Stallion Studios) Beste Videographie Ben Leon und Tony DiMarco, Focus/ReFocus (Raging Stallion Studios) Beste Web-to-DVD Release Summer Recruits (Active Duty) Bester Renting Titel Steven Daigle: XXXposed (Rascal Video) Bester Selling Titel Men of Israel (Lucas Entertainment) Darsteller des Jahres Wilfried Knight |  | Bestes Affiliate Programm C1R Affiliate Programm Beste Blog/Gossip Seite TheSword.com Beste Genre Seite AthleticModelGuild.com (Classic content) Beste Live Webcam/Webshow Live & Raw (LiveAndRaw.com) Beste Porn Star Seite BrentEverett.com Beste Web-Based Marketing/Promotion Channel 1 Releasing Web Darsteller des Jahres Brent Corrigan Webseite des Jahres RandyBlue.com Bester Top Trevor Knight Bester Bottom Brent Corrigan Bester Versatile Matthew Rush Overall Fan Favorit Brent Everett GayVN Person des Jahres Sister Roma Trailblazer Preis Sharon Kane Lebenswerkpreis Pat Rocco Hall of Fame Inductees Ryan Block Mike Donner Bill Marlowe Matthew Rush Mickey Skee |

[Top]

## 2018
Im März 2017 wurde die Rückkehr der GayVN Awards 2018 für Beiträge von Oktober 2016 bis einschließlich September 2017 verkündet. Eine Neuerung sind neben von der Jury vergebene Preise („Best“) Kategorien, deren Gewinner von Zuschauern gewählt werden („Favorite“). Die Verleihung fand zum ersten Mal während der AVN Week am 21. Januar im The Joint des Hard Rock Hotel and Casino Las Vegas statt.
Gastgeber: Shangela
| Jury-Preise Bester Schauspieler Brent Corrigan, Ultra Fan (Naked Sword/Falcon) Bester All-Sex Film Kiss and Tel Aviv (Naked Sword/Falcon) Beste Bär-Szene Daymin Voss, Michael Roman & Fernando Del Rio, Beards, Bulges & Ballsacks (Raging Stallion/Falcon) Bester Regisseur – Feature Chi Chi LaRue, Earthbound: Heaven to Hell 2 (Falcon Studios) Bester Regisseur – Non-Feature mr. Pam, Kiss and Tel Aviv Beste Duo-Sexszene Austin Wilde & Clark Parker, Austin Fucks Clark, (GuysInSweatPants.com) Bestes Feature One Erection: The Un-Making of a Boy Band (CockyBoys) Beste Fetisch-Szene Micah Brandt & Austin Wolf, Skuff: Rough Trade 1, (Hot House/Falcon) Beste Gruppensex-Szene Kyle Ross, Blake Mitchell, Max Carter, Joey Mills, Tyler Hill & Evan Parker, Lifeguards: Summer Session (Helix Studios) Bestes Marketing – Company-Image Men.com Bester Newcomer Pheonix Fellington Bester Nebendarsteller Colton Grey, Secrets and Lies, (NakedSword/Rock Candy) Beste Twink-Szene (Tie) Blake Mitchell, Logan Cross, Colton James & Sean Ford, Boys Night, (HelixStudios.net) Jeff Mirren, Helmut Huxley, Roald Ekberg & Marcel Gassion, Summer Break: Jeff, Roald, Helmur, Marcel Pt 1, (BelAmiOnline.com) Performer des Jahres Sean Zevran |  | Fan-Preise Lieblings-Bär Colby Jansen Lieblings-Körper Blake Mitchell Lieblings-Hintern Tyler Hill Lieblings-Camguy Blake Mitchell Lieblings-Schwanz Austin Wilde Lieblings-Daddy Adam Russo Lieblings-Industry-Blog Str8UpGayPorn.com Lieblings-Mitgliederseite HelixStudios.net Lieblings-Nischenseite Boynapped.com Lieblings-Pornstar-Website ColbyKnox.com Lieblings-Twink Joey Mills Heißester Newcomer Calvin Banks Social-Media-Star Max Carter |

[Top]

## 2019
| Jury-Preise GayVN Hall of Fame Keith Miller, Gründer von Helix Studios Bester Schauspieler (Tie) Wesley Woods, Zack & Jack Make a Porno, (Falcon Studios) Diego Sans, Pirates: A Gay XXX Parody, (Men.com/Pulse) Bester All-Sex-Film Summer Break 2, (BelAmi/Pulse) Beste Bi-Szene Lance Hart, Pierce Paris & Dahlia Sky, Wanna Fuck My Wife? Gotta Fuck Me Too 11, (Devil's Film) Bester Regisseur – Feature Jake Jaxson, All Saints: Chapter 1, (CockyBoys) Bester Regisseur – Non-Feature Chi Chi La Rue & Tony Dimarco, Love & Lust in New Orleans, (Falcon Studios) Beste Duo-Sexszene Max Konnor & Armond Rizzo, Big Black Daddy, (NoirMale.com) Bestes Feature All Saints: Chapter 1 Beste Fetisch-Szene JJ Knight & Sean Zavran, Tie Me Up! Dick Me Down!, (CockyBoys) Beste Gruppensex-Szene Josh Brady, Corbin Colby, Joey Mills, Cameron Parks, Angel Rivera & Luke Wilder, Splash, (HelixStudios.com) Bestes Marketing – Company-Image CockyBoys Bester Newcomer Alam Wernik Beste Parodie Pirates: A Gay XXX Parody Bester Nebendarsteller Bruce Beckham, The Slutty Professor, (NakedSword/Falcon) Beste Dreier-Sexszene Ace Era, Tyler Roberts & Dave Slick, The Slutty Professor Performer des Jahres Wesley Woods |  | Fan-Preise Lieblings-Bär Teddy Torres Lieblings-Körper Carter Dane Lieblings-Hintern Beaux Banks Lieblings-Camguy Paul Cassidy Lieblings-Schwanz Calvin Banks Lieblings-Daddy Adam Ramzi Lieblings-Mitgliederseite Helix Studios Lieblings-Nischenseite FamilyDick.com Lieblings-Twink Kyle Ross Heißester Newcomer Julian Bell Social-Media-Star Max Carter |

[Top]

## 2020
| Jury-Preise GayVN Hall of Fame Tim Valenti, NakedSword/Falcon Studios CEO Bester Schauspieler DeAngelo Jackson, Blended Family, (Icon Male/Mile High) Bester All-Sex-Film Love and Lust in Montreal, (Falcon Studios) Beste Bi-Szene Natalie Mars, Ella Nova, Ricky Larkin & Wesley Woods; Free for All, (WhyNotBi.com) Bester Regisseur – Feature Jake Jaxson & RJ Sebastian; Le Garçon Scandaleux, (CockyBoys/PinkTV) Bester Regisseur – Non-Feature Steve Cruz; Outta the Park!, (Raging Stallion/Falcon) Beste Duo-Sexszene Ashton Summers & Pheonix Fellington, Fellington’s Flip Fuck, (HelixStudios.com) Bestes Feature Vegas Nights, (HelixStudios.com) Beste Fetisch-Szene Alex Mecum & Michael DelRay; My Brother's Discipline, (Kink.com) Beste Gruppensex-Szene Alam Wernik, Blake Ryder, Jay Dymel, Nic Sahara & Sean Duran; Five Brothers: The Takedown, (NakedSword/Falcon) Bester Newcomer - Tie Nic Sahara Alex Riley Bester Nebendarsteller Dante Colle, At Large, (Raging Stallion/Falcon) Beste Dreier-Sexszene Jack Harrer, Peter Annaud & Marcel Gassion; Offensively Large 4, (BelAmi/Pulse) Performer des Jahres Cade Maddox |  | Fan-Preise Lieblings-Bär Teddy Torres Lieblings-Körper Blake Mitchell Lieblings-Bottom Rourke Lieblings-Hintern Beaux Banks Lieblings-Camguy Callum und Cole Lieblings-Schwanz Calvin Banks Lieblings-Daddy Rocco Steele Lieblings-Dom Austin Wolf Lieblings-FTM-Star Billy Vega Lieblings-Top Zilv Gudel Lieblings-Twink Joey Mills Heißester Newcomer Rhyheim Shabazz Social-Media-Star Armond Rizzo |

[Top]

## 2021
| Jury-Preise GayVN Hall of Fame mr. Pam Bester Schauspieler Angel Rivera, A Murdered Heart, (Naked Sword) Bester All-Sex-Film Summer Loves, (BelAmi) Beste Bi-Szene Maya Bijou, Dante Colle & Kaleb Stryker; The Elevator Goes Both Ways, (WhyNotBi.com) Bester Regisseur – Feature Jake Jaxson & RJ Sebastian; Hollywood & Vine, (CockyBoys) Bester Regisseur – Non-Feature Steve Cruz; Cake Shop, (Raging Stallion) Beste Duo-Sexszene Rhyheim Shabazz & Sean Zevran, Big Dicks Going Deep, (CockyBoys) Bestes Feature A Murdered Heart, (NakedSword) Beste Fetisch-Szene Dirk Caber, Nate Grimes, Jaxx Thanatos & Kurtis Wolfe; Tom of Finland: Leather Bar Initiation, (Men.com) Beste Gruppensex-Szene Riley Finch, Johnny Hands, Jacob Hansen, Garrett Kinsley, Travis Stevens & Ashton Summers; Inside Helix, (Helix Studios) Bester Newcomer Brock Banks Bester Nebendarsteller Sharok, Blood Moon: Timberwolves 2, (Raging Stallion) Beste Dreier-Sexszene Donnie Argento, Jake Nicola & Sharok, Cake Shop, (Raging Stallion) Beste Quarantäne-Sexszene Sean Ford & Angel Rivera, Lips Together, 6 Feet Apart, (CockyBoys.com) Performer des Jahres DeAngelo Jackson |  | Fan-Preise Lieblings-Bär Teddy Torres Lieblings-Körper Alex Mecum Lieblings-Bottom Rourke Lieblings-Hintern Alam Wernik Lieblings-Camguy Max Konnor Lieblings-Cam-Paar Jacob & Harley Lieblings-Schwanz Cade Maddox Lieblings-Daddy Rocco Steele Lieblings-Dom Zilv Gudel Lieblings-FTM-Star Trip Richards Lieblings-Top Austin Wolf Lieblings-Twink Austin L. Young Heißester Newcomer Seth Peterson Social-Media-Star Joey Mills GayVN Star des Jahres Camran Mac |

[Top]

## 2022
| Jury-Preise GayVN Hall of Fame Howard Andrew, FabScout Entertainment Bester All-Sex-Film Fuck Me I'm Famous, (BelAmi/TLAGay) Beste Bi-Szene Draven Navarro, Joel Someone & Vanessa Vega; My Wife Found Out I'm Bi!, (Devil’s Film) Bester Regisseur – Feature Alex Roman; Return to Helix Academy Parts 1 & 2, (Helix Studios) Bester Regisseur – Non-Feature Steve Cruz & Leo Forte; Born to Porn, (Falcon Studios) Beste Duo-Sexszene Aiden Ward & Jacen Zhu, (CockyBoys) Bestes Feature Return to Helix Academy Parts 1 & 2, (Helix Studios) Beste Fetisch-Szene Colby Chambers & Troye Jacobs; Scream - A ColbyKnox Parody, (ColbyKnox.com) Beste Gruppensex-Szene Boomer Banks, Damaged Bottom, Romeo Davis, Drew Dixon, Sean Duran, Owen Hawk, Jake Nicola, Vince Parker, Chandler Scott, Tyler Roberts, Aaron Trainer & Zario Travezz; All Star Orgy, (RawFuckClub.com) Beste Hauptdarsteller Michael DelRay, The Last Course (Disruptive Films) & Alex Riley, Return to Helix Academy 1 & 2, (Helix Studios) Bester Nebendarsteller Dante Colle, The Last Course, (Disruptive Films) Beste Dreier-Sexszene Trent King, Skyy Knox & Derek Thibeau, Into the Woods, (Falcon Studios) Bester Newcomer Cole Connor Performer des Jahres Max Konnor |  | Fan-Preise Lieblings-Bär Beau Butler Lieblings-Körper Cade Maddox Lieblings-Bottom Devin Franco Lieblings-Hintern Felix Fox Lieblings-Camguy Johnny Rapid Lieblings-Cam-Paar Pablo and Sebas Lieblings-Schwanz Cade Maddox Lieblings-Daddy LeGrand Wolf Lieblings-Dom Austin Wolf Lieblings-FTM-Star Noah Way Lieblings-Top Rhyheim Shabazz Lieblings-Twink Joey Mills Heißester Newcomer Felix Fox Social-Media-Star Chris Damned |

## 2023
| Jury-Preise GayVN Hall of Fame Sister Roma Bester Newcomer Drew Valentino Performer des Jahres Roman Todd Bester All-Sex-Film BelAmi X Sean Cody, (BelAmi/Sean Cody) Beste Bi-Szene Dante Colle, Malik Delgaty & Haley Reed; CineCum, (WhyNotBi.com) Bester Regisseur – Feature Jake Jaxson & RJ Sebastian; Love Happens, (Cocky Boys) Bester Regisseur – Non-Feature Boomer Banks, Steve Cruz, Leo Forte, Devin Franco & Max Konnor; Men’s Briefs, (Falcon Studios) Beste Duo-Sexszene Leo Grand & Austin Wilde, (GuysinSweatpants.com) Bestes Feature Ride or Die: Raw Deal/Hard Time, (Raging Stallion) Beste Fetisch-Szene Pip Caulfield, Elio Chalamet, Christiano Cruzo, Hans Lagerfeld, Jarrod; BelAmi Bukkake, (BelAmi) Beste Gruppensex-Szene Asher, Bart Cuban, Deacon, Jim Durden, Tom Houston, Justin, Manny, Ashton Montana, Ethan O’Pry & Yannis Paluan; BelAmi X Sean Cody, (BelAmi/Sean Cody) Beste Hauptdarsteller Cole Connor, Ride or Die: Raw Deal/Hard Time (Raging Stallion) Bester Nebendarsteller Max Konnor, Ride or Die: Raw Deal/Hard Time (Raging Stallion) Bester Schauspieler – Featurette Manuel Skye, Boy Lust 3, (MenAtPlay.com) Bestes Featurette Under the Neon Sky, (Cocky Boys) Beste Dreier-Sexszene Reese Jackson, Garrett Kinsley & Kai Taylor, How to Build a Perfect Threesome, (Helix Studios) |  | Fan-Preise Lieblings-Bär Adam Russo Lieblings-Körper Austin Wolf Lieblings-Bottom Beau Butler Lieblings-Hintern Michael Boston Lieblings-Camguy Johnny Rapid Lieblings-Cam-Paar Colby Chambers & Mickey Knox Lieblings-Schwanz Cade Maddox Lieblings-Daddy LeGrand Wolf Lieblings-Dom Austin Wolf Lieblings-FTM-Star Austin Spears Lieblings-Top Malik Delgaty Lieblings-Twink Joey Mills Lieblings-Versatile Roman Todd Heißester Newcomer Drew Valentino Lieblings-Creator-Kollaboratoren Christian Styles & Chris Damned Lieblings-Star einer Creator-Seite Austin Wolf Lieblings-Pornstar-Creator Cade Maddox |

 [Top]